# Carpe diem

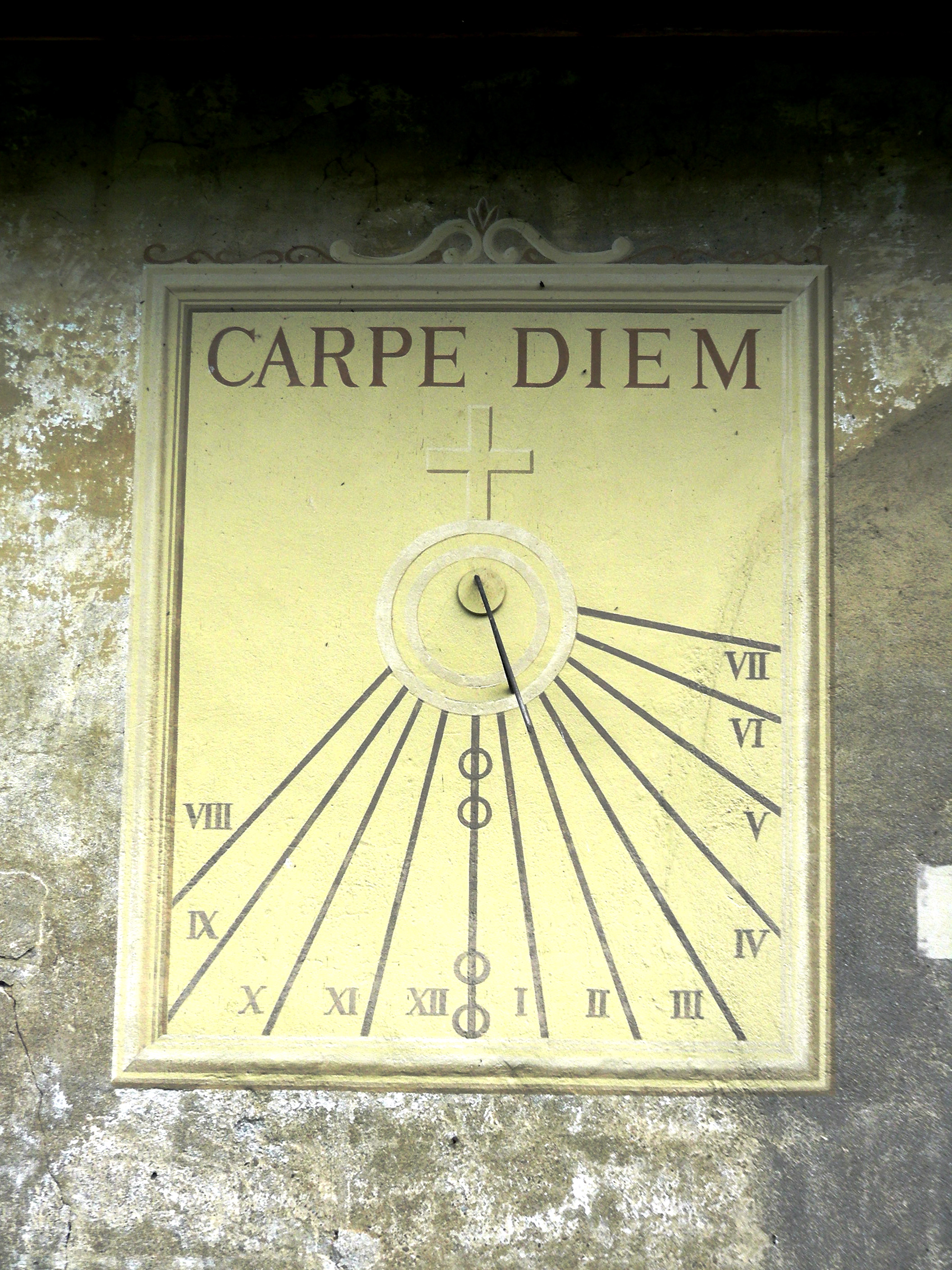
Carpe diem

Carpe diem – thành ngữ Latin có nghĩa là "Hãy sống với ngày hôm nay"", đôi khi còn gọi là ""Nắm bắt khoảnh khắc" hoặc "Nắm bắt thời điểm", theo nghĩa bóng là "Hãy tận hưởng cái phút giây mà ta đang có" hoặc "Đừng bao giờ hoãn lại hạnh phúc hiện tại".
Thành ngữ nổi tiếng này thể hiện một ý tưởng rằng cuộc đời của con người có thể chấm dứt đột ngột trong mọi thời điểm bất kỳ, bởi thế con người cần cố gắng tận hưởng mỗi ngày trong cuộc đời như là ngày cuối cùng để đến khi nhắm mắt xuôi tay anh ta có thể nói được rằng đã sống một cuộc đời không uổng phí.
Nói một cách khác đấy là lời kêu gọi hành động trong mọi khoảnh khắc của đời sống: Nắm bắt khoảnh khắc! – Hãy làm ngay bây giờ! Đừng bao giờ để sang ngày mai những gì có thể làm trong ngày hôm nay vì rằng cuộc đời có thể chấm dứt trong mọi thời khắc bất kỳ.
Quan điểm này lần đầu tiên được nhà thơ La Mã cổ đại Horace thể hiện đầy đủ trong một bài thơ của mình:
| Tu ne quaesieris, scire nefas, quem mihi, quem tibi finem di dederint, Leuconoe, nec Babylonios temptaris numeros. Ut melius, quidquid erit, pati. Seu pluris hiemes, seu tribuit Iuppiter ultimam, quae nunc oppositis debilitat pumicibus mare Tyrrhenum: sapias, vina liques, et spatio brevi spem longam reseces. Dum loquimur, fugerit invida aetas: carpe diem, quam minimum credula postero. | Đừng hỏi gì về ngày sau, không biết được đâu, cả em và anh cũng thế Điểm cuối đã định rồi, Leuconoe ơi đừng mải mê gì với phép bói Babylon Tốt nhất là ta hãy biết sống với những gì mà giờ ta đang có. Thần Juppiter còn cho bao nhiêu mùa đông nữa hay là đã cuối cùng Mà giờ những con sóng đang dội vào vách đá trên biển Ty-ren Hãy khôn ngoan, nhấp ly rượu của mình và quãng thời gian ngắn ngủi Hy vọng dài lâu ta bỏ lại. Khi ta đang nói với nhau đây thì thời gian ghen tỵ trôi mau: nắm bắt khoảnh khắc, chớ tin gì tương lai xa vời vợi. |

## Những sự kiện liên quan

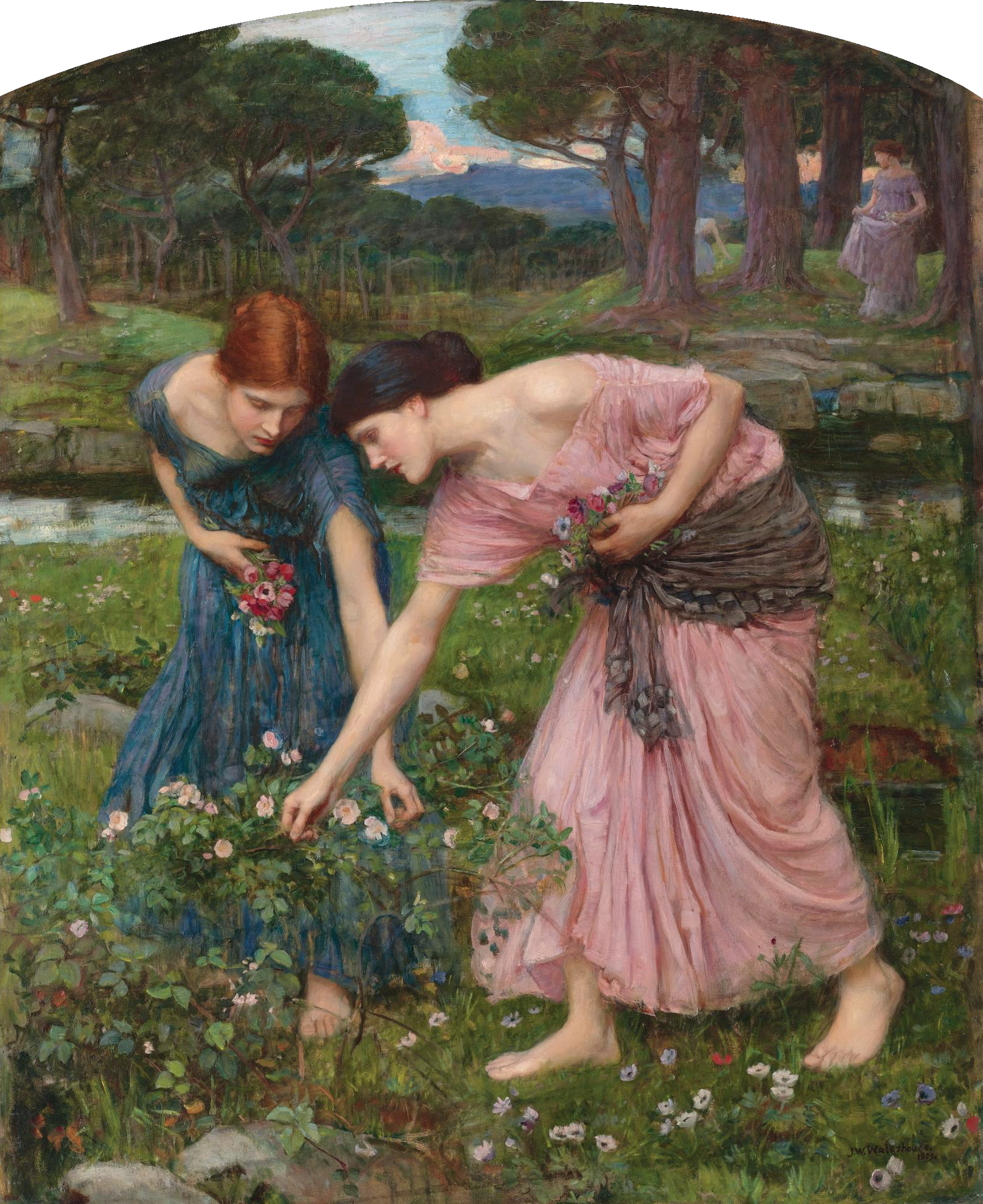
Những nụ hồng hãy nhanh tay góp nhặt của họa sĩ người Anh John William Waterhouse

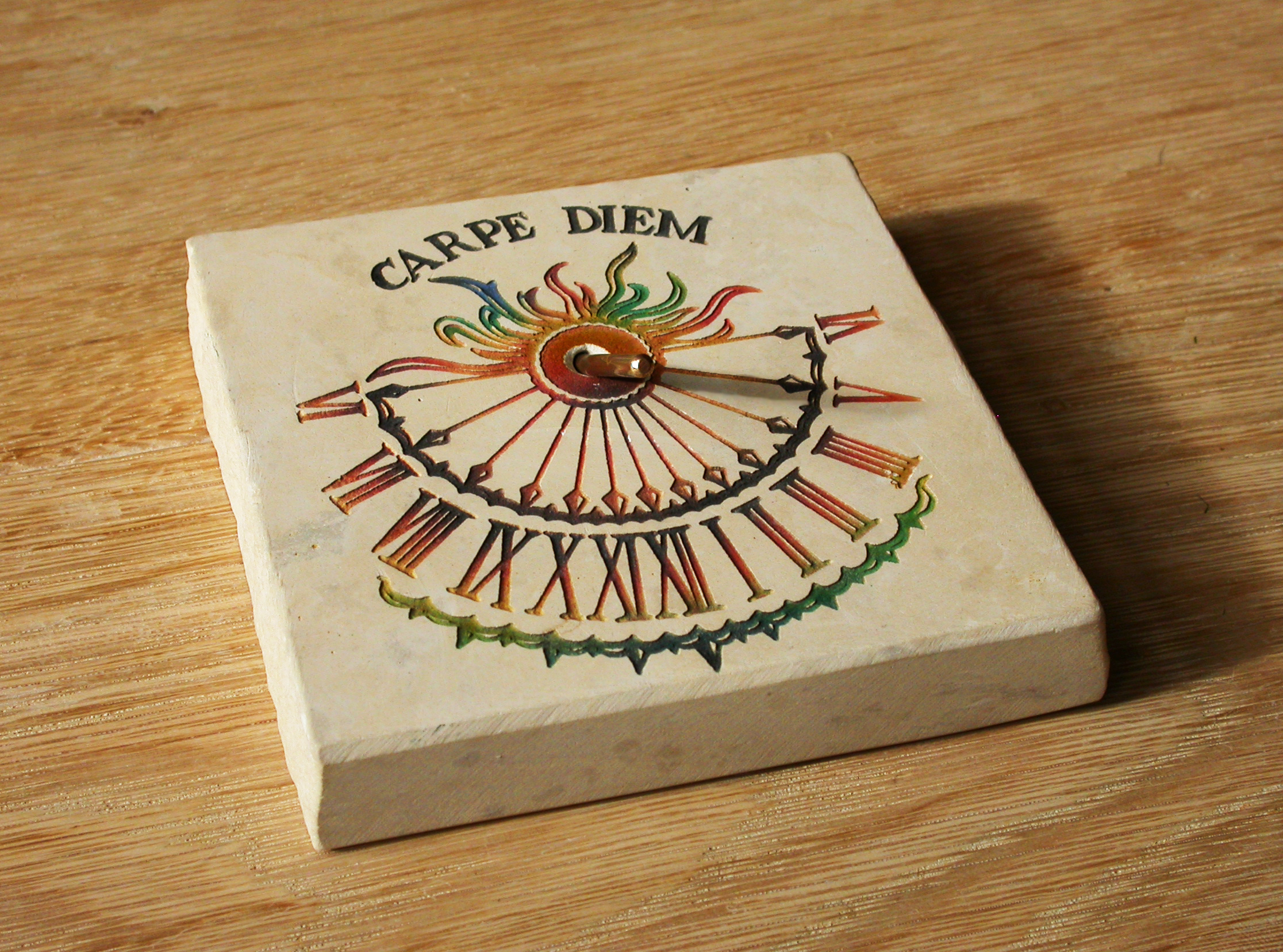
Carpe diem

10 Mọi việc mà bàn tay ngươi làm đặng
Thì hãy gắng làm cho hết sức mình
Vì dưới âm phủ, nơi ngươi đi đến
Chẳng việc làm, tri thức, sự khôn ngoan
- Nhà thơ Ba Tư trung cổ Omar Khayyam qua các bài thơ Rubaiyat nổi tiếng thế giới của mình đã thể hiện đầy đủ triết lý Carpe diem nhất. Bài giới thiệu bản tiếng Việt của cuốn sách này phân tích quan điểm hưởng lạc của Omar Khayyam, so sánh và liên hệ với Kinh Thánh, triết học Epicurus và thơ ca cổ đại…

... Omar Khayyam cho rằng cuộc đời người là vốn quý, mỗi người cần được nhận về phần hạnh phúc của mình. Hạnh phúc không phải ở chốn thiên đàng hay nơi cực lạc sau khi chết như tôn giáo vẫn khẳng định mà hạnh phúc trên cõi đời này và trong ngày hôm nay. 
Tôi chẳng mong sung sướng ở "sau này"
Tôi chỉ cần có rượu uống "hôm nay"
Tôi chẳng tin vào chuyện đời vay trả
Có khác gì tiếng trống gõ vào tai.
Cuộc đời người ngắn ngủi. Cái chết không ai tránh khỏi. Đôi khi Khayyam cảm thấy sự vô nghĩa của cuộc đời này. Nhưng Khayyam không tin vào cuộc đời ở thế giới bên kia mà chỉ mong nhận hết những gì có thể ở cuộc đời này. 
Gương mặt dịu dàng và hoa cỏ xanh tươi
Tôi vẫn ham mê một khi còn sống trên đời.
Tôi đã, đang và có lẽ vẫn còn uống rượu
Uống đến giây phút cuối cùng của cuộc đời tôi.
Không tin vào thiên đàng ở trên trời Khayyam vẽ ra thiên đàng dưới mặt đất. Đó là bãi cỏ xanh bên bờ suối, là buổi chiều tà, là gương mặt dịu dàng của người tình cùng chén rượu, là khi mà không còn phân biệt được màu môi của người tình hay màu của rượu hồng hơn, say người tình hay rượu say hơn. 
Suối róc rách và hoa cỏ ngát hương
Có khác chi phong cảnh chốn thiên đường
Muốn bao nhiêu hãy nằm lăn trên cỏ
Uống rượu nồng, âu yếm với người thương.
Hoặc cảnh sum vầy quanh bạn bè, bên chén rượu, đêm trăng 
Em yêu ơi ai biết được ngày mai
Ta hãy quên phiền muộn dưới trăng này
Uống đi em kẻo một ngày nào đó
Trăng lại về còn ta đã xa bay.
Nhưng rồi cũng có lúc ta thấy chỉ còn lại một mình Khayyam và rượu – người bạn hiền duy nhất không bao giờ từ giã Khayyam. 
Hãy cho tôi một bình rượu thật đầy
Cô bán hàng cứ rót, chớ dừng tay.
Giờ chỉ rượu người bạn hiền duy nhất
Cả bạn và tình đều đã đổi thay.
Trong thơ Khayyam ta bắt gặp thật nhiều bài ca ngợi rượu. Hình tượng rượu trong thơ ông có rất nhiều nghĩa, nhiều cách giải thích. Những bài sau đây có nghĩa thông thường. 
Kẻ hành khất uống rượu ngỡ ông hoàng
Cáo uống rượu thành sư tử hiên ngang
Già uống vào thành trẻ vô tư lự
Trẻ uống vào thành chín chắn, khôn ngoan.
Rượu trong thơ Khayyam là hình tượng thi ca dùng để thể hiện, khẳng định mình. Rượu là tượng trưng cho hạnh phúc của con người, là sự phản kháng đối với những cấm đoán khắt khe của tôn giáo, ca ngợi tự do của con người. Khayyam không đồng tình với học thuyết Hồi giáo về thiên đàng: nếu ngoan đạo là phải từ chối những lạc thú ở đời này để sau khi chết sẽ được lên thiên đàng có tiên, có rượu, có suối mát, có mật ngọt chảy thành sông và một cuộc sống hạnh phúc đời đời. Còn logíc của Khayyam là tại sao trên đời này cũng có người đẹp, có rượu, có thơ, có nhạc, có buổi chiều tà, có suối róc rách và chim hót trên cành thì không hưởng đi mà phải đợi đến sau khi chết. 
"Lên thiên đàng sẽ được uống rượu nồng
Có tiên hầu, được sung sướng, thong dong…"
Nhưng dưới này tôi vẫn em, vẫn rượu
Suy cho cùng là những thứ đời mong.
Khayyam không hoàn toàn phủ nhận sự hiện diện của thiên đàng mà thường nói "chắc gì" nhưng theo Khayyam con người phải là sự kết hợp của hồn và xác. Nếu có thiên đàng thì chỉ cho "hồn" còn "xác" vĩnh viễn nằm lại trên mặt đất, trở thành đất cát cho người đời sau đem đóng gạch xây nhà hoặc cho thợ gốm đem nặn thành bình, thành chén... 
Trong thơ Khayyam người đẹp, rượu, hoa cỏ, thiên nhiên dưới mặt đất đối trọng với tiên nữ, rượu, vườn hoa, suối mật trên thiên đàng, kẻ hoài nghi với người tin vào giáo điều mù quáng, lòng chân thành với sự giả dối, cuộc sống với cái chết, thực tại với hư vô...
- Thành ngữ Carpe diem đóng vai trò chủ đạo trong nội dung phim Hội cố thi nhân (Dead Poets Society) của đạo diễn Peter Weir. Bộ phim này đoạt giải Oscar và giải BAFTA (The British Academy of Film and Television Arts). Bộ phim là câu chuyện của một thầy giáo dạy Ngữ văn đã cổ vũ những học trò thay đổi quan niệm sống và khơi dậy ở họ sự quan tâm đến thơ ca và văn học nói chung…

Bảy cậu bé (Neil Perry, Todd Anderson, Knox Overstreet, Charlie «New Wonder» Dalton, Richard Cameron, Steven Meeks và Gerard Pitts) là những học sinh của một trường phổ thông nổi tiếng, được giáo dục theo các nguyên tắc: Truyền thống, Danh dự, Kỷ luật và Hoàn thiện (Tradition, Honour, Discipline and Excellence). Tuy nhiên các học sinh này lại theo đuổi những nguyên tắc khác, như họ vẫn gọi ngôi trường của mình là "Hellton" (Địa ngục): Bắt chước, Khiếp sợ, Suy đồi và Cặn bã (Travesty, Horror, Decadence, and Excrement).
Một hôm họ được một thầy giáo mới, John Keating – là người có phương pháp dạy mới, khác hẳn với phương pháp truyền thống của trường này dạy. Thầy giáo bắt đầu dạy các em học sinh về cái chết không tránh khỏi và giải thích rằng cuộc đời người ngắn ngủi và chóng hết, bởi thế họ cần tuân thủ nguyên tắc "Carpe diem" (Nắm bắt khoảnh khắc, thời điểm) – đây cũng là phương châm của trường phái triết học Epicurus. Phần còn lại của bộ phim là sự thức tỉnh mà người xem phim sẽ hiểu rằng những người lớn cần làm gương. Các cậu bé tham gia sinh hoạt ở câu lạc bộ văn học có tên "Dead Poets Society" mà thầy giáo John Keating là một thành viên.
Bộ phim nêu ra một loạt đề tài và những vấn đề của xã hội hiện đại. Vấn đề quyền con người, vấn đề lựa chọn con đường riêng trong cuộc sống, đề tài tình bạn và sự phản bội, đấu tranh với hoàn cảnh, sự không hiểu nhau giữa các thế hệ vv…
- Carpe diem là tên của rất nhiều bài hát của các ban nhạc nổi tiếng thế giới như: The Fugs, Metallica, Dream Theater, Ayreon, Nebula, Authority Zero, Bigod 20, Will Haven, YeLLOW Generation, The Nerve Agents, MC Solaar, Jehst, Zehavi und Rand vs Hydroid, Aldebert, Heavenly…
- Trong bộ phim truyền hình nhiều tập của Mỹ Eureka hầu như cảnh nào cũng nhắc đến thành ngữ Carpe diem.